# Hypnum poeppigianum
Hypnum poeppigianum là một loài Rêu trong họ Hypnaceae. Loài này được (Hampe) Hampe mô tả khoa học đầu tiên năm 1851.